# ألبرت بي. ولف
ألبرت بي. ولف (بالإنجليزية: Albert Benedict Wolfe)‏ هو اقتصادي أمريكي، ولد في 23 أغسطس 1876، وتوفي في 3 يونيو 1967.